# دیوید راسل
دیوید راسل (انگلیسی: David Russell؛ زادهٔ ۱ ژوئن ۱۹۵۳) گیتارنواز کلاسیک اسکاتلندی مقیم اسپانیاست که به خاطر کارنامهٔ متنوع و اجراهای تقریباً بی‌نقصش به عنوان یکی از برجسته‌ترین نوازندگان گیتار کلاسیک در دنیا شناخته می‌شود.

## بیوگرافی
زمانی که راسل پنج ساله بود، خانواده‌اش از گلاسگو به منورکا نقل‌مکان کردند، جایی که او به گیتار علاقه‌مند شد و به تقلید از نوازندگانی مانند آندرس سگویا و جولیان بریم پرداخت. امروزه، راسل در گالیسی زندگی می‌کند، اما بیشتر وقت خود را در حال تور زدن و نوازندگی در جشنواره‌های معتبر موسیقی در سراسر جهان می‌گذراند. او همچنین علاقه‌مند به گلف است و در مسابقات گلف آماتوری در اسکاتلند و اسپانیا برنده شده است. راسل همچنین حامی پر و پا قرص تیم فوتبال محلی خود، "سلتا د ویگو" است.